# Stephone Anthony
Stephone Anthony (* 28. Juli 1992 in Polkton, North Carolina) ist ein US-amerikanischer American-Football-Spieler in der National Football League (NFL). Er spielte zuletzt als Linebacker für die New Orleans Saints und zuvor für die Miami Dolphins.

## College
Anthony ließ schon früh sportliches Talent erkennen und spielte in der Highschool neben Football noch Basketball und Baseball, außerdem gehörte er dem Leichtathletik-Team an. Mehrere Universitäten boten ihm Sportstipendien an, er entschied sich für die Clemson University und lief zwischen 2011 und 2014 für deren Mannschaft, die Tigers, als Linebacker auf und konnte in seinem letzten Jahr mit dem Team den Orange Bowl gewinnen.

## NFL

### New Orleans Saints
Beim NFL Draft 2015 wurde er in der 1. Runde als insgesamt 31. Spieler von den New Orleans Saints ausgewählt. Anthony konnte sich sofort etablieren und bestritt bereits in seiner Rookie-Saison alle Partien als Starter. Obwohl die Saints 2015, wie auch schon die Saison zuvor, die schlechteste Defense der gesamten Liga stellten, verlief die Spielzeit für ihn persönlich durchaus erfolgreich. So konnte er nicht nur über 100 Tackles verzeichnen, sondern erzielte im Spiel gegen die Carolina Panthers sogar einen Defensive Touchdown. Im selben Spiel konnte er den von Kevin Williams geblockten Ball bei einem Extrapunktversuch des Gegners erobern und für zwei Punkte in die gegnerische Endzone tragen. Anthony war der erste Spieler überhaupt, der diesen Punktgewinn, der in der NFL erst durch eine Regeländerung 2015 ermöglicht wurde, erzielen konnte.

### Miami Dolphins
Nach dem zweiten Spieltag der Saison 2017 tauschten die Saints Anthony für einen Pick im Draft 2018 zu den Miami Dolphins. Nach zwei nur mäßig erfolgreichen Saisonen wurde sein Vertrag nicht mehr verlängert.

### Atlanta Falcons
Im Juli 2019 wurde Anthony von den Atlanta Falcons verpflichtet, aber nach einem knappen Monat wieder entlassen.

### New York Jets
Nur wenige Tage später verpflichten ihn die New York Jets, doch dieses Engagement dauerte nur wenige Tage.

### Rückkehr zu den New Orleans Saints
Nachdem es zu mehreren verletzungsbedingten Ausfällen im Linebacker-Kotps der Saints gekommen war, nahmen sie Anthony erneut unter Vertrag.